# 張以誠
張以誠（1568年—1615年），字君一，號瀛海。直隸華亭縣（今上海市青浦區）人，明朝政治人物、狀元。

## 生平
張以誠生於隆慶二年（1568年）得陳鯤激賞，以為他日必得魁。萬曆二十九年（1601年）登辛丑科一甲第一名進士（狀元），授翰林院修撰，官至右諭德。丁父憂，萬曆四十三年（1615年）以哀毀卒。

## 著作
文章師法蘇軾，詩師法孟浩然，小楷師法王獻之。著有《毛詩微言》二十卷。另著有《国史类记》、《酌春堂集》十卷、《须友堂集》等。

## 家族
五世祖張弼，明成化二年（1466年）登丙戌科進士，官至南安府知府。
子張安茂，清順治四年（1647年）登丁亥科進士，官至陝西西寧道副使。